# Tairu Maru (schip)
De Tairu Maru was een Japans vrachtschip dat op 10 januari 1942 werd getorpedeerd door de Nederlandse onderzeeboot O 19.
Japan was als een van de As-mogendheden in de Tweede Wereldoorlog een vijandig land voor Nederland. Het schip voer samen met de Akita Maru in de Golf van Siam toen het gespot werd door de O 19. en De O 19 vuurde drie torpedo's af op de Akita Maru, waarvan er ten minste één doel trof. Een van de drie torpedo's die op de Akita Maru was afgevuurd miste het schip en raakte de Tairu Maru.